# Agrotis sabulosa
Agrotis sabulosa is een vlinder uit de familie uilen (Noctuidae). De wetenschappelijke naam is voor het eerst geldig gepubliceerd in 1837 door Rambur.
De soort komt voor in Europa.